# アメリカ証券取引委員会対W. J. Howey社事件
アメリカ証券取引委員会対W. J. Howey社事件（あめりかしょうけんとりひきいいんかいたいダブリュー・ジェイ・ハウィーしゃじけん、Securities and Exchange Commission v. W. J. Howey Co., 328 U.S. 293 (1946)）は、合衆国最高裁判所が、土地の販売及び業務委託契約は1933年証券法（合衆国法典第15編第77b条 15 U.S.C. § 77b）に定める「投資契約（investment contract）」に該当し、またこれらの販売勧誘のために郵便及び州際通商を用いることは1933年証券法第5条（合衆国法典第15編第77e条 15 U.S.C. § 77e）に違反すると判断した判決である。この判決は、連邦証券法の一般的な適用範囲を定めた重要な判決である。

## 事実の概要
被告であるW. J. Howey社及びHowey-in-the-Hills Service社は、フロリダ州法のもとで設立された会社であった。W. J. Howey社はフロリダ州に広大なオレンジ果樹園を所有しており、そのうち半分を自社のために確保し、残り半分を将来の事業拡大資金を得るために販売していた。W. J. Howey社はこれらの果樹園をエーカー単位での統一価格で販売し、販売価格全額が支払われた際には当該区画の権利証を交付していた。
区画の購入者は、サービス会社であるHowey-in-the-Hills Service社との間での業務委託契約に基づき、当該区画をHowey-in-the-Hillsに賃貸し、果実の収穫、貯蔵及び販売を行わせていた。業務委託契約において、Howey-in-the-Hills Service社は契約において特定された土地を「十全かつ完全に」占有できることとされていたが、収穫物については何の権利も有しないこととされていた。区画の購入者は他の形態での業務委託を行うこともできるとされていたものの、W. J. Howey社は広告においてHowey-in-the-Hills Service社のサービスの優位性を強調していた。
W. J. Howey社は当該地域において自社が保有するリゾートホテルを通じて区画の販売を行っており、果樹について興味を示した顧客に対しては、売り込みを行うにあたり、大きな利益が得られることを約束していた。購入者のほとんどは、フロリダ州の住民でもなく、また農業従事者でもなかった。むしろ、購入者は、農業についての経験がなく、購入した区画を自らで管理する技術も設備も有していないビジネスマンや専門職であった。

## 訴訟経過
W. J. Howey社はアメリカ証券取引委員会に対し有価証券発行届出書を提出していなかった。証券取引委員会は、W. J. Howey社が、1933年証券法第5条(a)に違反して、届出がなされておらず届出書提出義務の免除対象でもない証券の勧誘又は販売のために郵便又は州際通商の手段を用いることを禁じる差止命令を求め、訴訟を提起した。フロリダ州南部地区合衆国地方裁判所（United States District Court for the Southern District of Florida）は訴訟を棄却し、第5巡回区合衆国控訴裁判所（United States Court of Appeals for the Fifth Circuit）は地方裁判所の判断を維持した。合衆国最高裁判所は、上告申立てを受理した。

## 多数意見
多数意見を作成したマーフィー判事は、この訴訟の主要な争点は、W. J. Howey社が土地を販売する契約（基本的にはリースバック契約である）が1933年証券法第2条(a)(1)に定める「投資契約（investment contract）」を構成するか否かであるとした。Murphy判事は、「投資契約」の定義は証券法に規定されていないものの、各州の不正証券取引取締法（ブルースカイ法）において、資金を調達し、当該資金を利用して収入・利益を得ようとする契約やその他の仕組みを広くカバーする語として用いられてきたことを指摘した。最高裁判所は、議会はコモンローのもとで従前から適用されてきたこの語の意味を認識したうえで、この語を法令に記載したと結論付けた。
続いて、マーフィー判事は、あるものが証券法における「投資契約」に該当するかを決定するために、(1)発起人又は第三者の努力にのみ依拠した (2)共同事業からの (3)収益を期待して行われる (4)金銭の投資、という審査基準を設定した。これは最高裁判所が最も初期に定めた「投資契約」該当性の審査基準のひとつであり、後年「Howey test」と呼ばれることとなった。
マーフィー判事は、W. J. Howey社の契約はこの審査基準の4つの要件をすべて満たし、W. J. Howey社は1933年証券法第5条に違反すると判断した。さらに、第5条は届出書の提出を欠く証券の販売のみならず勧誘も禁止しているため、果樹の管理のためにHowey-in-the-Hills Service社以外のサービスを利用していた購入者がいたことは結論に関係しないとした。

## 少数意見
フランクファーター判事は、短い反対意見を記載した。Frankfurter判事は、事実認定を行うのは下級審であるため、最高裁判所は下級審（特に地方裁判所）の判断に従うべきであると提案した。また、本件において購入者は購入に先立ち土地を調査したり、自ら農業を行ったりすることも可能であったことについても付言した。